# Сражение при Бентонвилле
Сражение при Бентонвилле (англ. Battle of Bentonville) происходило 19—21 марта 1865 года в Бентонвилле, Северная Каролина, неподалёку от современного городка Фор Оакс, и было частью Каролинской кампании Американской гражданской войны. Это было последнее крупное сражение между армиями Вильяма Шермана и Джозефа Джонстона.
В первый день сражения армия Конфедерации атаковала первое крыло федеральной армии и смогла отбросить две федеральные дивизии, но не смогла полностью разгромить противника. На следующий день подошло второе федеральное «крыло» и ещё два дня длилась перестрелка, после чего Джонстон отступил. Ввиду подавляющего численного превосходства противника и тяжелых потерь в сражении, Джонстон месяц спустя сдался Шерману в Беннет Плейс около станции Дургам. Эта капитуляция, ввиду капитуляции генерала Ли в апреле того года, стала фактическим концом войны.

## Предыстория
В конце зимы и весной 1865 федеральная армия генерала Шермана опустошила Северную Каролину, что было логическим продолжением Марша к Морю. Шерман рассчитывал перерезать пути снабжения Петерсберга и повлиять на боевой дух противника. 8 марта северяне вошли в Северную Каролину. Шерман разделил армию на две части: левое крыло поручил генерал-майору Генри Слокаму, а правое — генерал-майору Оливеру Ховарду. Оба крыла 13 марта двинулись к Голдсборо, не ожидая серьёзного сопротивления со стороны Джонстона.
Ещё 23 февраля главнокомандующий Конфедерации, генерал Ли приказал Джонстону принять командование над Тенессийской армией, и частями в Каролине, Джорджии и Флориде и «собрать все возможные силы для отражения Шермана». Джонстон сумел собрать в Северной Каролине Теннессийскую армию (ген-лейт. Александр Стюарт), дивизию Роберта Хука из Северовирджинской армии, части джорджианцев и флоридцев генерала Уильяма Харди, и кавалерию Уэйда Хэмптона. Это группа войск была названа «Армией Юга».
Южане ошибочно предположили, что два федеральных крыла расположены в 12 милях друг от друга, из чего следовало, что им нужен день, чтобы соединиться. Джонстон решил нанести удар всеми силами по крылу Слокама и разбить его прежде, чем подойдет второе крыло. Атака южан началась 19 марта, когда части Слокама двигались по дороге на Голдсборо, находясь в 1,6 километрах от Бентонвилля.

## Сражение
Слокам был убежден, что перед ним только кавалерия и артиллерия противника, а не вся его армия. К тому же Шерман не верил, что Джонстон начнет сражение, имея у себя в тылу реку Нойс. В результате Слокам уведомил Шермана, что встретил незначительное сопротивление под Бентонвиллем и не запросил помощи. Думая, что имеет дело с одной кавалерией, Слокам решил ограничиться атакой одной только дивизией Вильяма Каролина при поддержке дивизии Абсалома Бэирда (обе из 14 корпуса). Однако, эта атака была отбита. Тогда Слокам расположил эту дивизию в оборонительную позицию, поместив справа дивизию Джеймса Моргана, и ещё одну дивизию в поддержку, приказав им задержать противника вплоть до прихода остальных частей его крыла. Ни одна из дивизий не возвела серьёзных укреплений кроме дивизии Моргана. Кроме того, имелась бреши в центре федеральной позиции.
В 15:00 пехота южан начала атаку и опрокинули левый фланг противника. Люди генерала Дэниэля Хилла воспользовались этим и ударили во фланг остальным частям федеральной армии. В какой-то момент дивизия Моргана была почти окружена и попала под атаку с трех сторон, но эти атаки были плохо скоординированы. Люди генерала Харди несколько раз атаковали федералов возле Харпер-хауз, но были отброшены. Вскоре подошли федеральные подкрепления и остановили атаку Хилла. Бой продолжился в темноте — конфедераты все ещё пытались потеснить противника. Около полуночи южане отвели войска на исходные позиции и окопались.
Слокам запросил подкреплений от Шермана ещё днем, и крыло Ховарда появилось на поле боя к концу дня 20 марта. Оно расположилось на правом фланге Слокама и удлинило федеральную линию до Милл Крик. В ответ Джонстон переправил на правый фланг дивизию Хука, а слева о Хука поместил одну из дивизий Харди. Кавалерия Южан прикрывала фланг со стороны Милл Крик редкой стрелковой цепью. 20-го числа не происходило ничего, кроме редких перестрелок. Джонстон оставался на поле боя, чтобы своевременно вывезти раненых, и одновременно надеясь на атаку Шермана, как это уже имело место в бою на горе Кеннесо.
21 марта федеральный генерал Джозеф Мовер, командующий дивизией на правом фланге армии, запросил разрешения предпринять «небольшую рекогносцировку» на своем участке. Но вместо этого Мовер предпринял полноценную атаку силами двух бригад на левый фланг Конфедерации, который защищал мост через Милл Крик. Люди Мовера продвинулись на целую милю, прежде чем Шерман приказал им вернуться обратно. Позже в мемуарах Шерман признавал, что это была ошибка и что он упустил возможность быстро и успешно закончить кампанию или даже возможность захватить всю армию Джонстона.
В числе потерь южан оказался и сын генерала Вильяма Харди, 16-летний Вилли. Харди с неохотой позволил сыну вступить в ряды 8-го техасского кавалерийского полка, как раз за несколько часов перед атакой Мовера.

## Последствия
За несколько дней сражения Южане потеряли убитыми и ранеными 2 606 человек, из них убитыми 239, ранеными 1694 и пленными 673. Федеральная армия потеряла 1 527 человека, из них 194 убитыми, 1112 ранеными и 221 пленными.
Ночью 21-го и 22-го числа Джонстон отвел свою армию за Милл-Крик и сжег мост. Северяне не заметили отхода противника. Шерман не стал преследовать противника, а продолжил марш на Голдсборо, где соединился с силами Терри и Скофилда. Так Конфедерация упустила последний шанс одержать решительную победу над Севером в Северной Каролине.
После войны Шермана часто критиковали за то, что он не атаковал и не разгромил армию Джонстона, когда имел такую возможность, что позволило бы завершить войну в несколько недель. Другие предполагают, что он догадывался о близком конце войны и считал любое кровопролитие бессмысленным. После Голдсборо он многократно превосходил противника по численности и мог «сбить его с любой позиции».

## Поле битвы сегодня
Место сражения сейчас охраняется как Государственный Исторический Объект (Bentonville Battleground State Historic Site). Парк основан в 1965 году, он включает 130 акров поля боя и постройки «Дома Харпера», который служил федералам госпиталем во время сражения. Части поля, не вошедшие в состав парка, находятся в собственности Bentonville Battlefield Historical Association и общества Civil War Preservation Trust, причем последнее владеет 901 акром земли.